# Blanqueamiento anal

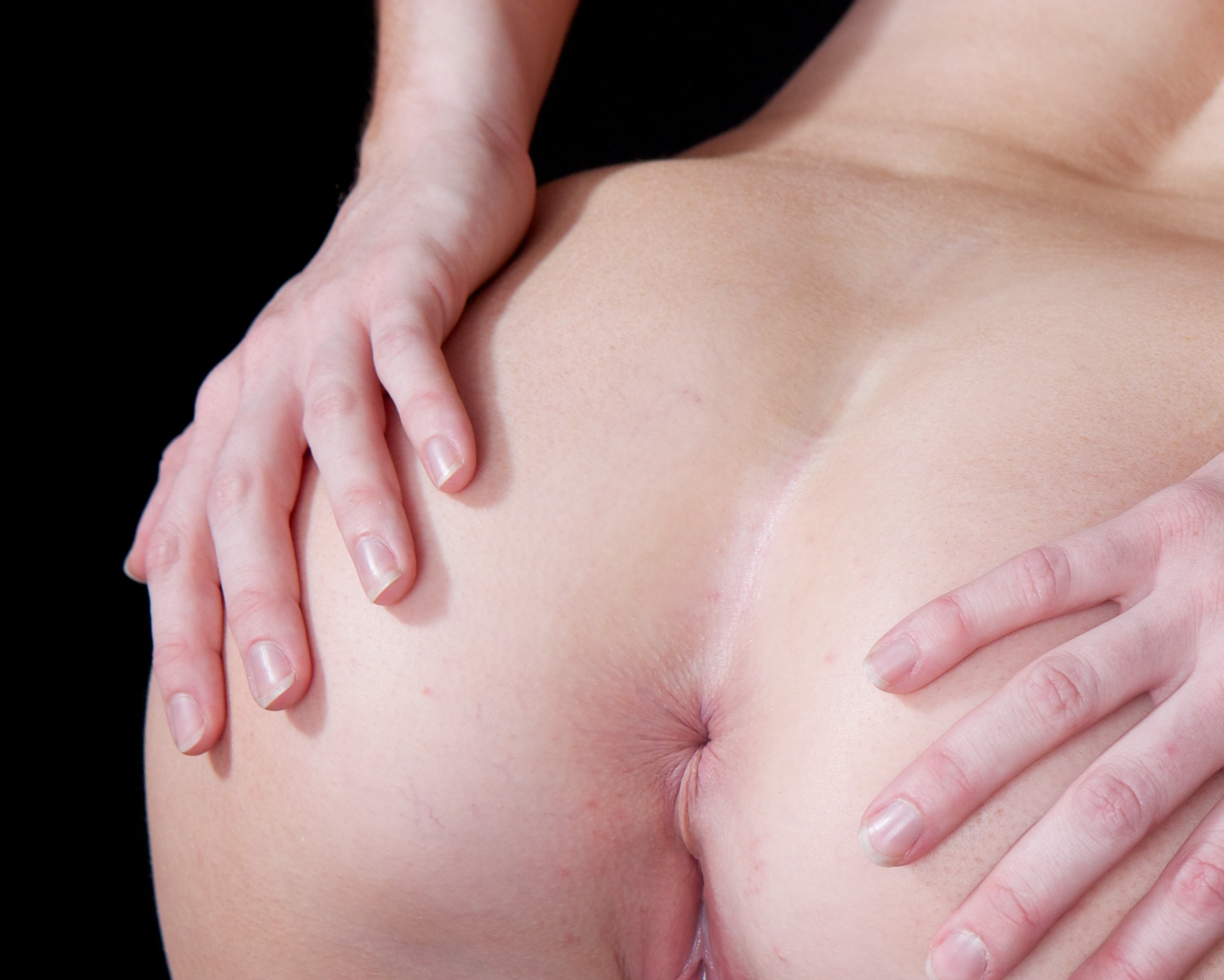
Un ano tras haber sido sometido a blanqueamiento anal.

El blanqueamiento anal es una técnica para el blanqueamiento de la piel que rodea el ano con fines estéticos. Este tratamiento puede utilizarse también en otras partes del cuerpo humano. El procedimiento es ampliamente utilizado por artistas pornográficos. Así, por ejemplo, la actriz porno Tabitha Stevens admitió, en un episodio de The Howard Stern Show, haberse sometido a un tratamiento de blanqueamiento anal.
El principio activo del producto blanqueador es la hidroquinona, un compuesto despigmentante que actúa en las células productoras de melanina al bloquear la producción de esa sustancia, es responsable del color de la piel. Sin embargo, la hidroquinona es una sustancia sospechosa de ser cancerígena y prohibida en varios países.

## Histórico
Los años ochenta y noventa conocen un cambio en la imaginería erótica difundida por Playboy y Penthouse. El área  genital sin vello se convirtió gradualmente en la norma, revelando la hiperpigmentación natural de la piel de las partes íntimas. En un deseo de estetizar estas nuevas partes del cuerpo reveladas al mundo, ha surgido el blanqueamiento anal o de manera más general el blanqueamiento vulvar y anal.